# Markus Grill
Markus Grill (Aalen, 23 februari 1968) is een Duitse journalist. Hij is hoofdverslaggever voor de investeringsafdelingen NDR en WDR.

## Carrière
Grill studeerde geschiedenis en Germanistiek aan de Albert-Ludwigs-Universität Freiburg en de Humboldtuniversiteit van Berlijn. Van 1997 tot 1999 was hij stagiair bij de Badische Zeitung, waarna hij correspondent was in Straatsburg. Van 2003 tot 2008 werkte hij als verslaggever en onderzoeksjournalistist bij Stern in Hamburg, en sinds 2009 bij het nieuwsmagazine Der Spiegel, waaronder van 2012 tot 2014 als zakelijk correspondent in Washington D.C. (VS). Van juni 2009 tot juni 2017 was hij bestuurslid van de journalistenvereniging Netzwerk Recherche. Van juni 2015 tot augustus 2017 was Grill hoofdredacteur van het onderzoekscentrum Correctiv. Sinds 1 november 2017 werkt hij bij het Rechercheverbund NDR, WDR en Süddeutsche Zeitung tot eind 2021 als Berlijns bureauchef van de onderzoeksafdelingen van NDR en WDR, en sinds 2022 als hun hoofdverslaggever. Tijdens de pandemie van het coronavirus analyseerde hij regelmatig de infectiesituatie in verschillende ARD-programma's en gaf hij herhaaldelijk commentaar op de situatie in “Tagesthemen”.

## Publieke perceptie
Een reeks onderzoeken van Grill maakte hem bekend bij een breder publiek.
In 2005 onthulde Grill de omkoping van artsen bij het farmaceutische bedrijf Ratiopharm. In 2007 bracht hij het aspirinekartel bij Bayer AG aan het licht (wat het bedrijf een boete van 10 miljoen euro opleverde van het Bundeskartellamt), in 2008 het Lidl bewakingsschandaal en in 2009 de medische dossiers van Lidl-medewerkers.
Grill trok in 2020 internationale aandacht toen hij met de hulp van Nils Seethaler vier schedels identificeerde in de antropologische collectie van de Berlijnse vereniging voor antropologie, etnologie en prehistorie, die vermoedelijk van inheemse afkomst waren, die in 1884 als geschenk van William Osler aan Rudolf Virchow naar Berlijn waren gekomen en als verloren werden beschouwd. Daarmee ontmaskerde hij het “raciale” typo-logische onderzoek van antropologe Barbara Teßmann in de internationale pers.
Tijdens de pandemie van het coronavirus brachten Grill en zijn collega's het schandaal aan het licht van vervalste annuleringen van snelle tests en de verspilling van geld bij de aanschaf van maskers en de bouw van bedden op de intensive care.

## Prijzen en onderscheidingen
- 1999: Erich Schairer-prijs
- 2006: Dr.-Georg-Schreiber-Medienpreis
- 2006: “Gouden Appel”.
- 2007: Otto Brenner-prijs[14]
- 2006, 2007, 2008: Nominatie voor de Henri Nan-nenprijs (voor beste onderzoeksprestatie)
- 2008: Journalist van het jaar (Medium Magazin)
- 2009: Goldener Pro-metheus (“Beste Tijdschriftjournalist”)
- 2010: Journalistenprijs van het Duitse Netwerk voor Evidence-based Medicine (DNEbM)
- 2012: Dr.-Georg-Schreiber-Medienpreis

## Publicaties
- Kranke Geschäfte. Wie die Pharmaindustrie uns manipuliert. Rowohlt, Reinbek 2007, ISBN 978-3-498-02509-0.

Beiträge in Zeitschriften (Auswahl)
- Ratiopharm: Der Pharma-Skandal stern.de, 18. November 2005
- Pharmalobby: Das Pharma-Duell stern.de, 21. Juni 2006 (Adel Massaad und sein Kampf gegen das IQWiG)
- Die Schein-Forscher stern.de, 2. Februar 2007 (über den Betrug mit Anwendungsbeobachtungen)
- Freundlich, clever, höchst aggressiv stern.de, 9. Dezember 2007 (Enthüllung über Novartis)
- Alarm und Fehlalarm spiegel.de, 20. April 2009 (über fragwürdige Vor-sorgeuntersuchungen)
- Der große Schüttelfrust spiegel.de, 12. Juli 2010 (über den Bluff der Homöopathie)
- Der Aufschneider spiegel.de, 1. Oktober 2011 (Enthüllungsgeschichte über den Schönheitschirurgen Werner Mang)